# Cleome arabica
Cleome arabica là một loài thực vật có hoa trong họ Màng màng. Loài này được L. mô tả khoa học đầu tiên năm 1755.

## Hình ảnh

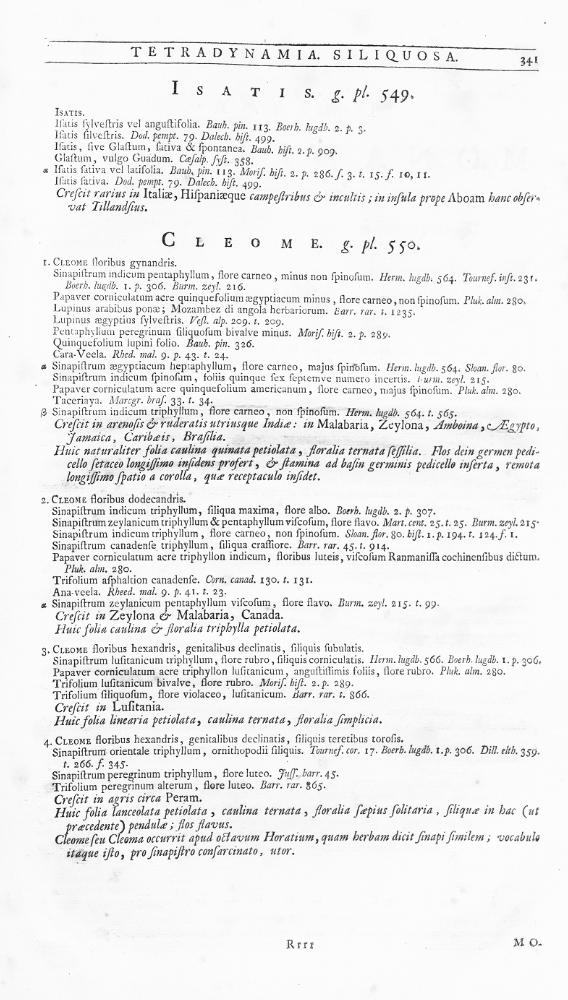